# Província d'Antalya
La província d'Antalya es troba a la costa mediterrània sud-oest de Turquia, entre les Muntanyes del Taure i la mar Mediterrània.
La província és el centre de la indústria turística de Turquia, i atrau el 30% dels turistes estrangers que visiten Turquia. La província d'Antalya correspon a les terres de l'antiga Pamfília a l'est i Lícia a l'oest. Presenta una costa de 657 km, amb platges, ports, i ciutats antigues escampades per tot arreu, incloent-hi Xantos, Patrimoni de la Humanitat. La capital provincial és la ciutat d'Antalya amb una població de 714.000 habitants.
Antalya és la província de creixement més ràpid a Turquia; amb un índex de creixement demogràfic anual del 4,17% anual, entre els anys 1990-2000, comparat amb un índex nacional de l'1,83%. Aquest creixement és a causa d'un ràpid índex d'urbanització, encapçalat especialment pel turisme i altres sectors dels serveis a la costa.

## Etimologia
La ciutat i, consegüentment, la província, van rebre aquest nom per causa d'Àtal II de Pèrgam, rei de Pèrgam, que va fundar la ciutat al segle ii aC.

## Història

### Antiguitat
Antalya ha estat poblada des de temps prehistòrics. S'han descobert, a les coves de Karain, 30 km al nord de la ciutat, proves d'assentaments humans que es remunten als primers temps del Paleolític (entre 150,000-200,000 anys aC). Uns altres descobriments, que es remunten al Mesolític (Coves Beldibi), Neolític (Bademağacı Höyüğü) i més recents, mostren que l'àrea ha estat poblada per diverses civilitzacions al llarg de la història.
Hi ha llargs períodes envoltats de misteri fins que no trobem registres del període hitita que es refereixen a l'àrea com a part de les «Terres de Lukka» (nom del qual deriva Lícia) i documenten la interacció viva que continua entre les províncies durant el segon mil·lenni aC. Com els seus descendents, el licis eren coneguts pels seus coneixements de navegació (i especialment per la seva pirateria) i demostraven un ardent esperit independent. Ni els hitites, ni el Regne d'Arzawa a la costa oest, podrien mantenir-se en pau durant massa temps. Les llegendes de l'antiga Grècia conten que aquestes comunitats creixien en ciutats independents, l'àrea globalment acabaria sent coneguda amb el nom de Pamfília. S'establí una federació d'aquestes ciutats. Hi ha també relats de la migració del Clan d'Akha a l'àrea després del Guerra de Troia i finalment els assentaments grecs van ser construïts al llarg de la costa i cap a l'interior.
En el període hel·lenístic, les parts occidentals de província Antalya eren dins Lícia, l'est era a Pamfília, i en els extrems a l'est, a l'antiga Cilícia, mentre Pisídia era al nord.
Abans de la conquesta romana, Lícia fou un regne amb la primera constitució democràtica del món, que més tard en part inspirà la Constitució dels Estats Units.
Antalya formava part del Regne de Lídia des del segle vii aC, fins que Lídia fou derrotada pels perses durant la batalla de Sardis el 546 aC. El comandant macedoni Alexandre el Gran acabà amb el mandat persa, i al voltant del 334 aC conqueria les ciutats de l'àrea, una per una, excepte Termessos i Síl·lion que aconseguiren repel·lir els seus exèrcits en 333 aC. Després de la mort d'Alexandre el 323 aC, va esclatar un llarg conflicte entre els seus generals que durà fins al 188 aC.
El regnat del regne de Pèrgam començà amb la derrota de l'exèrcit de l'Imperi Selèucida a Apamea. Poc després d'això, es fundava la ciutat d'Antalya. Quan Attalos III, l'últim rei de Pèrgam, morí en 133 aC, deixà el seu regne en herència als romans. En aquella època, l'àrea estava dominada per pirates, que tenien les seves bases en petites ciutats al llarg de la costa.

### Els romans d'Orient
Durant l'Imperi Romà d'Orient, als segles v i vi, la ciutat d'Antalya va créixer més enllà del límit de les seves muralles.
Des del segle vii els àrabs musulmans començaren a ser dominants a la regió i Antalya va prendre part, més endavant, en les croades contra l'islam. L'exèrcit de Lluís VII de França navegà d'Antalya cap a Síria el 1148, i la flota de Ricard Cor de Lleó es reuní aquí abans de la conquesta de Xipre. A les darreries del segle xi i principis del segle xii, bona part de l'àrea de la moderna província caigué en mans dels turcs especialment el danixmendites. Des de 1120 fins al març de 1207, Antalya estigué altre cop sota la sobirania dels romans d'Orient.

## Domini seljúcida
L'àrea va ser conquerida pels seljúcides i recuperada pels romans d'Orient una vegada i una altra des del 1076 en endavant, donat que els seljúcides s'esforçaven a establir una base de comerç a la Mediterrània. Hi ha haver una època en què Kilidj Arslan I hi tingué un palau. El 1220, caigué definitivament fora del domini romà d'Orient i la ciutat es dividí ràpidament en seccions cristianes i musulmanes; les comunitats de comerciants cristianes incloïen venecians i genovesos. Alanya també creixia i creixia durant el període seljúcida.

### Domini otomà i turc
L'àrea passà a través de moltes mans, abans de la seva ocupació final per part de l'Imperi Otomà, sota Murat II, el 1432. Antalya també estigué ocupada pel Regne de Xipre entre 1361-1373. El domini otomà de la costa persistí fins al final del Primera Guerra Mundial, quan Antalya estigué ocupada breument per tropes italianes abans de passar a formar part de Turquia el 1921.
Hi ha molts jaciments arqueològics a la província, incloent-hi tres Parcs Nacionals i tres Àrees d'Especial Protecció.

## Districtes i ciutats
- Els districtes costaners són; Antalya, Gazipaa, Alanya, Manavgat, Serik, Kemer, Kumluca, Finike, Kale i Kaş.
- Els districtes de l'interior són a les Muntanyes del Taure, en elevacions d'aproximadament 900–1000 m damunt del nivell del mar. Aquests són; Gündoğmuş, Akseki, İbradı, Korkuteli i Elmalı.

## Geografia
La província d'Antalya està situada al sud-oest d'Anatolia, entre les longituds 29°20'-32° 35′ est i latituds 36° 07′-37° 29′ nord. La frontera del sud de la província és la mar Mediterrània, mentre que les Muntanyes del Taure dibuixen la frontera terrestre. El terreny de la província és un 77,8% muntanyós, un 10,2% pla i un 12% desigual. Molts dels cims de les muntanyes de Taure oscil·len entre els 500 i els 3000 metres. La Península de Teke (correspon a l'antiga Lícia) a l'oest inclou planells amplis i conques. El clima, agricultura, demografia i els patrons de poblament difereixen en gran manera entre les àrees de muntanya d'interior i la plana costanera.

Geografia de la Província d'Antalya
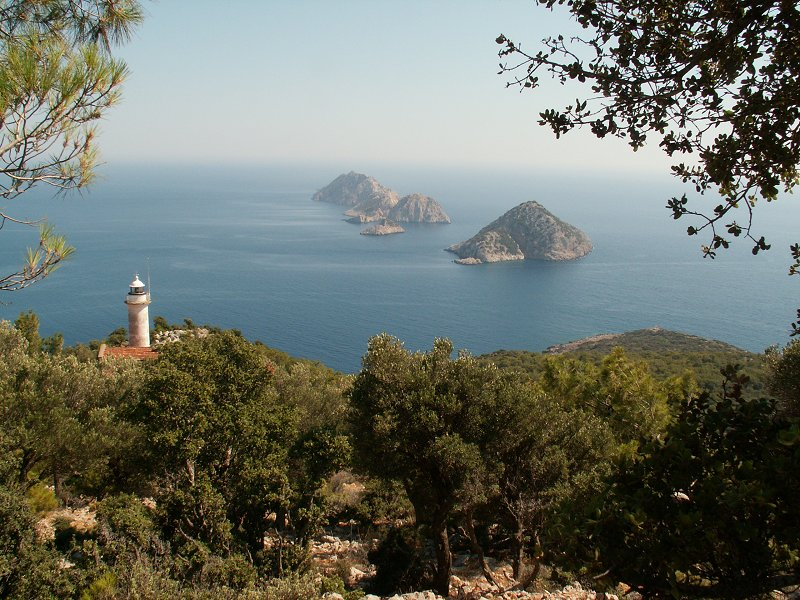
Cap Gelidonya prop de Finike, lloc de naufragi d'un vaixell mercant fenici pels volts del 1200 aC
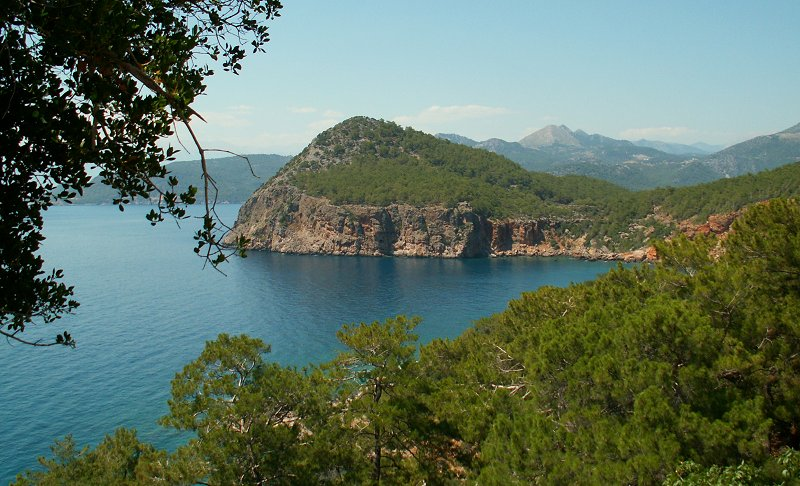
Península de Korsan Koyu, un exemple de geografia típica d'Antalya occidental
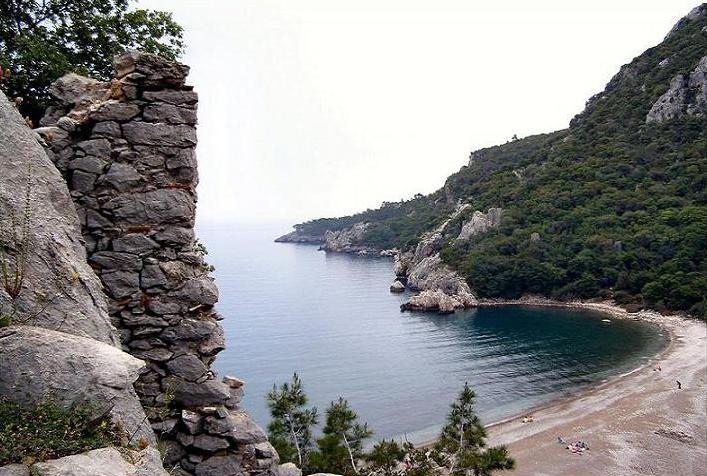
Platja d'Olimp
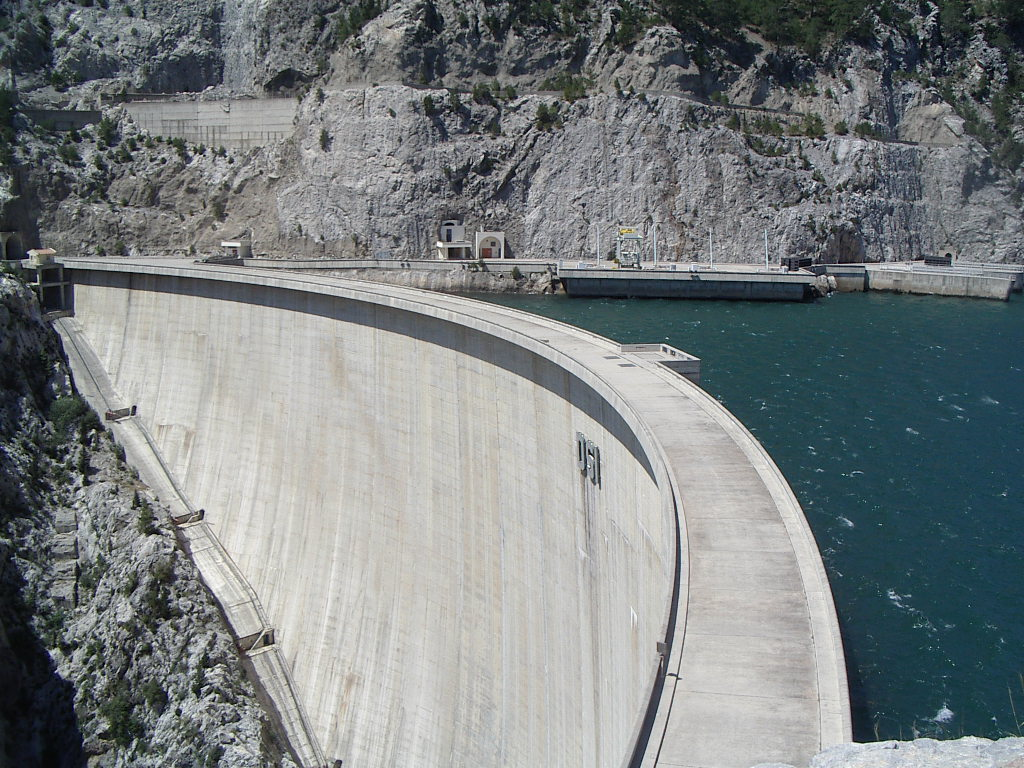
Presa d'Oymapınar al riu Manavgat

## Demografia
La població de la província és de 1.789.295. habitants. Antalya és la cinquena província de Turquia en nombre de població resident estrangera, amb un total de 6.343 persones.

## Llocs d'interès

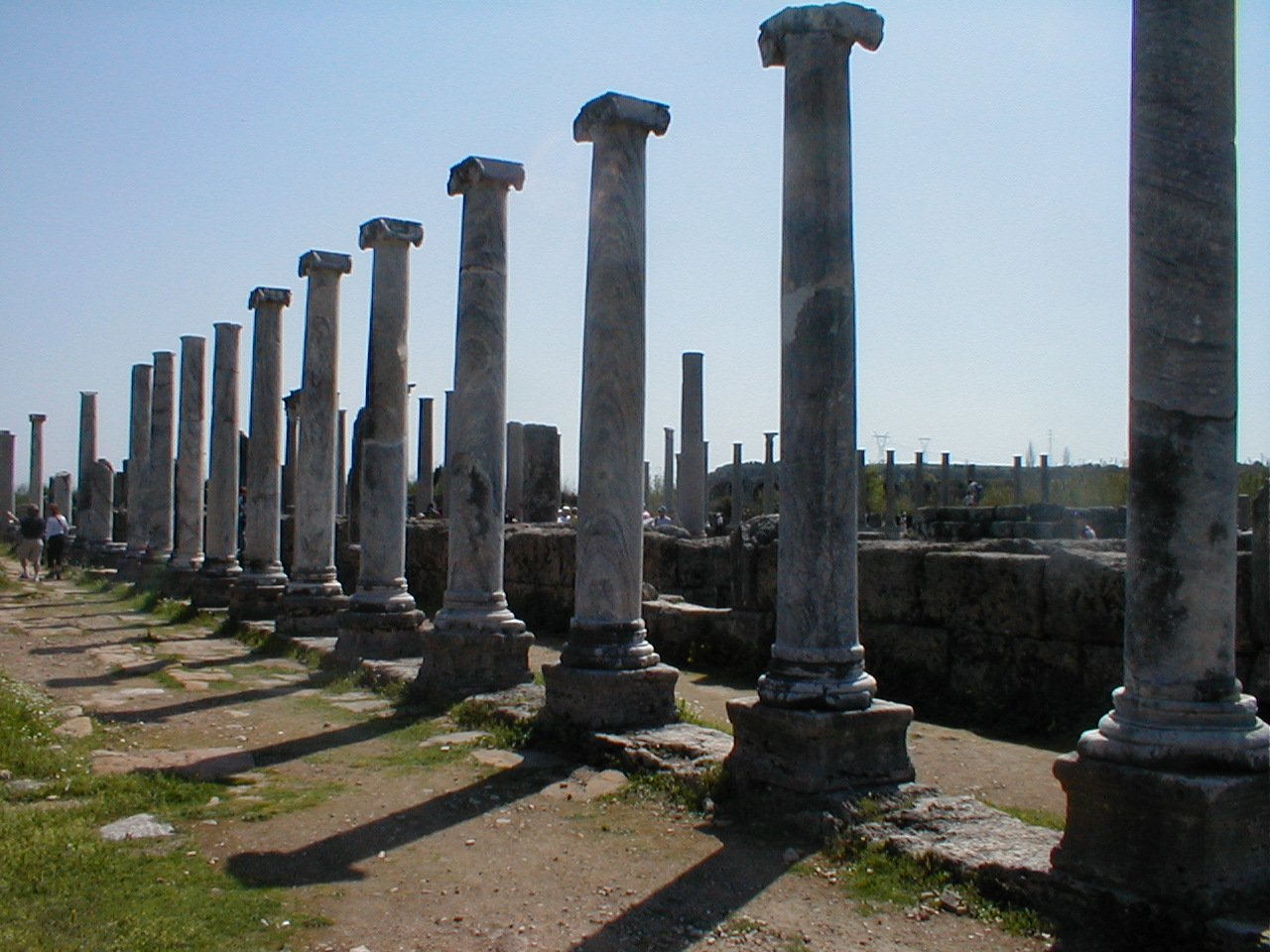
Perge, la capital de Pamfília, és la segona millor ciutat antiga conservada de Turquia després d'Efes.

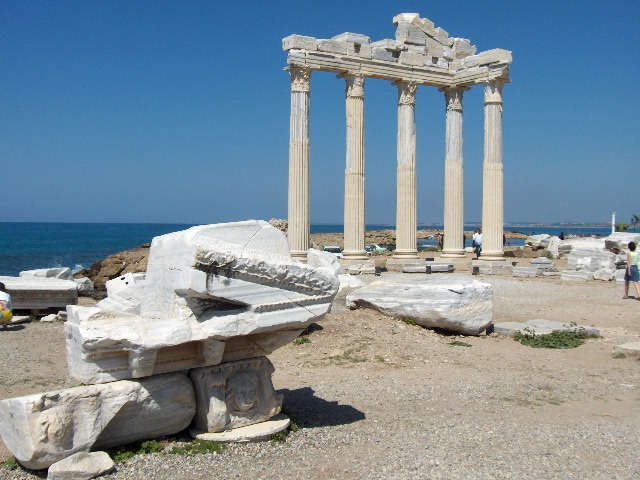
Temple d'Apol·lo a Side

El punt més alt de les muntanyes del Taure és Akdağ, a una altitud de 3.025 metres. Situat al nord-oest del centre de la ciutat i a una distància de 50 km, es troba l'estació d'esquí de Saklıkent i el centre recreatiu de Beydağları. Aquí un pot esquiar i llavors baixar a la costa i al mar durant els mesos de gener-abril.
Situat al Turó de Bakırlı, darrere Saklkent, es troba l'Observatori Espacial Nacional d'Antalya. Des d'allà es poden contemplar pluges de meteors i estrelles fugaces certs dies de l'any.
Als rius es pot practicar el ràfting i esports de piragüisme i s'organitzen safaris en jeep a les Muntanyes del Taure, a més d'excursions de cacera i de senderisme. Alternativament, es pot fer escalada, turisme ornitològic, safari fotogràfic, turisme de muntanya, turisme de pesca i turisme de salut als centres de talassoteràpia de Geyikbayırı.
Les activitats de turisme religiós s'organitzen i es viuen a Myra i Patara on Nicolau de Mira va néixer i va viure. Les flames eternes de Quimera, que foren la inspiració del Mite de Quimera es troben també a Antalya.
En l'àrea de Belek, 30 km a l'est d'Antalya, hi ha un gran potencial per al turisme de golf amb la gratificació del turisme cultural, històric i natural de la regió. Hi ha cinc instal·lacions de golf que ja operen a Belek.
El submarinisme se centra en la costa, principalment a Kemer, Çamyuva, Olimp, Adrasan, Kaş, Kalkan, Üçağız, Kekova, Side i Alanya.
A més a més, s'organitzen excursions de iots des del port d'Antalya a Cataractes de Düden-Karpuzkaldıran i Kemer, des de Side fins a Alanya, des de Demre-Çayazi a Kekova, des de Kaş a Kekova, des de Kemer fins a Çıralı-Olimp-Adrasan i Cap Gelidonya. Hi ha també excursions en vaixell pel rierol de Manavgat i excursions en canoes pel rierol de Xantos. A més a més, el Creuer Blau, que cobreix la costa anatòlica sud-oest, acaba a Antalya. Hi ha viatges en ferry des d'Alanya a Xipre i des d'Antalya a Itàlia. Antalya avui és un centre de turisme mundial amb les seves instal·lacions d'allotjament turístic úniques, belleses naturals i històriques.

### Ciutats antigues i ruïnes
Hi ha llocs d'interès històric i arqueològic per tot arreu d'Antalya. Entre d'altres:
- La ciutat pisídia d'Ariassos, al llarg de 22 km de l'autopista Antalya-Burdur.
- Al districte de Kumluca: Acaliasos, Cormus, Gagae, Idebessos, i l'antiga ciutat lícia d'Olimp
- Al districte de Kale: Andriake, Antiphellos, Apallai, Myra, Phellos, Sure
- Al districte d'Üçağız: Apol·lònia de Pisídia, Hysa, Ilysa, Istloda, Teimiusa
- Al districte de Finike: Arycanda, Limyra, Melanippe, Trebema, i tombés lícies excavades a la roca.
- Al districte de Kemer (sud-oest d'Antalya): Idyros, i la ciutat lícia de Faselis
- A Side; la mateixa vila, Seleucia (pamphylia), i un temple d'Atenea.
- L'església de Nicolau de Mira a Demre
- Les coves de Beldibi, Damlataş i Karain
- La Porta d'Adrià, la fortificació romana i la torre del rellotge a la ciutat d'Antalya mateix. També prop de la ciutat la ciutat pamfília d'Aspendos, Perge (en dos turons, un cop capital de Pamfília) i la ciutat písidia de Termessos, damunt les muntanyes, 35 km al nord-oest d'Antalya.
- Karaburun i Seyamük a Elmalı
- Kyneai a Kaş
- Poğla a Korkuteli
- Silliyon (la ciutat de Serik), datada al segle iv aC.
- Simena a Kekova
- Tlos
- L'antiga ciutat lícia de Xantos

### Parcs nacionals
- Parc Nacional de Köprülü
- Parc Nacional de Termessos
- Parc Nacional d'Olympos

### Paratges de bellesa natural
- Cataractes de Manavgat
- Cataractes de Kursunlu
- Cataractes de Düden
- Presa d'Oymapinar
- Canyó de Köprülü
- Canyó de Saklıkent
- Pineda de Düzler
- Estació d'esquí de Saklikent
- Quimera